# Mandora

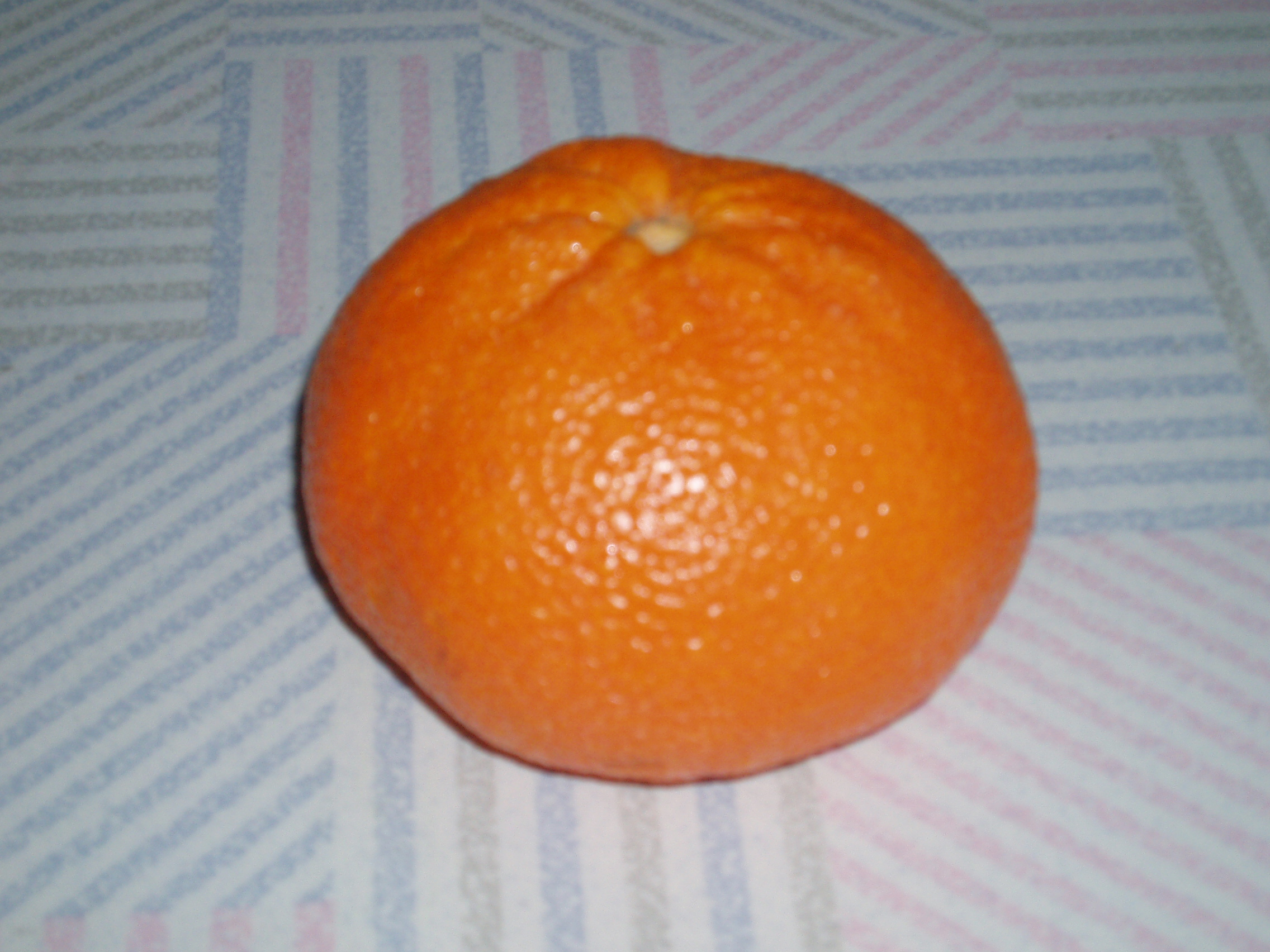
Mandora

Mandora je druh citrusového plodu, novodobý kříženec mezi mandarinkou a pomerančem. Pochází pravděpodobně z Jamajky, v Evropě se pěstuje hojně především na Kypru. Objevuje se dovoz i z Izraele, ovšem pod názvem Topas. Vzhledově je mandora velmi podobná mandarince, s níž bývá často zaměňována. Kůra je tenčí než u mandarinek a špatně se loupe, také obsahuje více silic a olejů, které při loupání znečišťují. V dužině se objevuje větší množství semen. Mandory se sklízí mezi únorem a březnem, na trh se tak dostávají v době, kdy již pravé mandarinky nebývají k dispozici.